# Liga Mistrzów UEFA (1994/1995)
III Liga Mistrzów UEFA 1994/1995

(ang. UEFA Champions League)
XL Puchar Europy Mistrzów Klubowych 1994/1995

(ang. European Champion Clubs’ Cup)

## Runda kwalifikacyjna

### Grupa A
| Avenir Beggen – Galatasaray SK 1:5 i 0:4 1 10.08 1994 0:1 Türkyilmaz 30, 0:2 Saffet 35, 1:2 Zaricki 50, 1:3 Hakan 69, 1:4 Arif 76, 1:5 Arif 89 2 24.08 1994 0:1 Hakan 54, 0:2 Saffet 64, 0:3 Hakan 70, 0:4 Hakan 84 (mecz w Izmirze) |
| Sparta Praga – IFK Göteborg 1:0 i 0:2 1 10.08 1994 1:0 Dudka 89 2 24.08 1994 0:1 Blomqvist 22, 0:2 Renn 64 (mecz w mieście Jablonec)                                                                                                 |

### Grupa B
| Silkeborg IF – Dynamo Kijów 0:0 i 1:3 1 10.08 1994 2 24.08 1994 0:1 Szkapienko 21, 0:2 Kowalec 28, 1:2 Fernandos 74, 1:3 Kosowski 90                                        |
| Paris Saint-Germain – Vác FC 3:0 i 2:1 1 10.08 1994 1:0 Ricardo 29, 2:0 Weah 47, 3:0 Roche 82 2 24.08 1994 1:0 M’Bouma 20, 1:1 Fule 31, 2:1 M’Bouma 68 (mecz w Budapeszcie) |

### Grupa C
| Legia Warszawa – Hajduk Split 0:1 i 0:4 1 10.08 1994 0:1 Rapaić 22 2 24.08 1994 0:1 Asanović 50, 0:2 Vulić 64, 0:3 Rapaić 80, 0:4 Erceg 89                              |
| Steaua Bukareszt – Servette FC 4:1 i 1:1 1 10.08 1994 1:0 Die 1, 2:0 Stan 17k, 3:0 Pirvu 26, 4:0 Lacatus 50, 4:1 Neuville 72 2 24.08 1994 0:1 Schepull 15, 1:1 Pirvu 61 |

### Grupa D
| AEK Ateny – Rangers 2:0 i 1:0 1 10.08 1994 1:0 Saravakos 45, Saravakos 70 2 24.08 1994 1:0 Savevski 43                                                                                     |
| Maccabi Hajfa – Austria Salzburg 1:2 i 1:3 1 10.08 1994 1:0 Revivo 48k, 1:1 Hutter 82, 1:2 Mladenović 89k 2 24.08 1994 0:1 Mladenović 47, 0:2 Mladenović 53, 0:3 Jurčević 78, 1:3 Hazan 89 |

| Wolny los: FC Barcelona, Manchester United, Spartak Moskwa, Bayern Monachium, SL Benfica, RSC Anderlecht, AFC Ajax, A.C. Milan |

## Faza grupowa

### Grupa A
| FC Barcelona – Galatasaray SK 2:1 (1:1) - 14.09 1994 0:1 Türkyilmaz 14, 1:1 Koeman 31, 2:1 Amor 50                                                    |
| Manchester United – IFK Göteborg 4:2 (1:1) - 14.09 1994 0:1 Pettersson 27, 1:1 Giggs 33, 2:1 Kanczelskis 48, 2:2 Rehn 50, 3:2 Giggs 65, 4:2 Sharpe 70 |
| Galatasaray SK – Manchester United 0:0 - 28.09 1994                                                                                                   |
| IFK Göteborg – FC Barcelona 2:1 (0:1) - 28.09 1994 0:1 Stoiczkow 10, 1:1 Erlingmark 74, 2:1 Blomqvist 89                                              |
| IFK Göteborg – Galatasaray SK 1:0 (0:0) - 19.10 1994 1:0 Erlingmark 76                                                                                |
| Manchester United – FC Barcelona 2:2 (1:1) - 19.10 1994 1:0 Hughes 18, 1:1 Romario 34, 1:2 Bakero 49, 2:2 Sharpe 80                                   |
| FC Barcelona – Manchester United 4:0 (2:0) - 02.11 1994 1:0 Stoiczkow 9, 2:0 Romario 45, 3:0 Stoiczkow 52, 4:0 Ferrer 88                              |
| Galatasaray SK – IFK Göteborg 0:1 (0:0) - 02.11 1994 0:1 Erlingmark 86                                                                                |
| Galatasaray SK – FC Barcelona 2:1 (0:1) - 23.11 1994 0:1 Romario 15, 1:1 Hakan 71k, 2:1 Arif 88                                                       |
| IFK Göteborg – Manchester United 3:1 (1:0) - 23.11 1994 1:0 Blomqvist 11, 1:1 Hughes 64, 2:1 Erlingmark 65, 3:1 Kåmark 72k                            |
| FC Barcelona – IFK Göteborg 1:1 (0:0) - 07.12 1994 1:0 Bakero 81, 1:1 Rehn 90                                                                         |
| Manchester United – Galatasaray SK 4:0 (2:0) - 07.12 1994 1:0 Davies 3, 2:0 Beckham 38, 3:0 Keane 49, 4:0 B. Bülent 88s                               |

| Poz | Klub              | Mecze | Zw | Rem | Por | Pkt | BrZd | BrStr |
| --- | ----------------- | ----- | -- | --- | --- | --- | ---- | ----- |
| 1   | IFK Göteborg      | 6     | 4  | 1   | 1   | 9   | 10   | 7     |
| 2   | FC Barcelona      | 6     | 2  | 2   | 2   | 6   | 11   | 8     |
| 3   | Manchester United | 6     | 2  | 2   | 2   | 6   | 11   | 11    |
| 4   | Galatasaray SK    | 6     | 1  | 1   | 4   | 3   | 3    | 9     |

### Grupa B
| Dynamo Kijów – Spartak Moskwa 3:2 (0:0) - 14.09 1994 0:1 Pisariew 12, 0:2 Tichonow 39, 1:2 Leonienko 48, 2:2 Leonienko 76, 3:2 Rebrow 86 |
| Paris Saint-Germain – Bayern Monachium 2:0 (1:0) - 14.09 1994 1:0 Weah 41, 2:0 Bravo 83                                                  |
| Bayern Monachium – Dynamo Kijów 1:0 (1:0) - 28.09 1994 1:0 Scholl 9                                                                      |
| Spartak Moskwa – Paris Saint-Germain 1:2 (1:0) - 28.09 1994 1:0 Rachimow 38, 1:1 Le Guen 56, 1:2 Valdo 60                                |
| Dynamo Kijów – Paris Saint-Germain 1:2 (1:1) - 19.10 1994 0:1 Guerin 26, 1:1 Leonienko 33k, 1:2 Weah 76                                  |
| Spartak Moskwa – Bayern Monachium 1:1 (1:0) - 19.10 1994 1:0 Pisariew 78, 1:1 Babbel 90                                                  |
| Bayern Monachium – Spartak Moskwa 2:2 (2:2) - 02.11 1994 0:1 Tichonow 1, 1:1 Nerlinger 29, 1:2 Alejniczew 33, 2:2 Kuffour 42             |
| Paris Saint-Germain – Dynamo Kijów 1:0 (0:0) - 02.11 1994 1:0 Weah 68                                                                    |
| Bayern Monachium – Paris Saint-Germain 0:1 (0:0) - 23.11 1994 0:1 Weah 81                                                                |
| Spartak Moskwa – Dynamo Kijów 1:0 (0:0) - 23.11 1994 1:0 Muchamadiew 51                                                                  |
| Dynamo Kijów – Bayern Monachium 1:4 (1:1) - 07.12 1994 1:0 Szewczenko 38, 1:1 Nerlinger 47, 1:2 Papin 57, 1:3 Papin 82, 1:4 Scholl 87    |
| Paris Saint-Germain – Spartak Moskwa 4:1 (2:0) - 07.12 1994 1:0 Weah 28, 2:0 Ginola 42, 3:0 Weah 52, 4:0 Rai 59, 4:1 Rodionow 67         |

| Poz | Klub                | Mecze | Zw | Rem | Por | Pkt | BrZd | BrStr |
| --- | ------------------- | ----- | -- | --- | --- | --- | ---- | ----- |
| 1   | Paris Saint-Germain | 6     | 6  | 0   | 0   | 12  | 12   | 3     |
| 2   | Bayern Monachium    | 6     | 2  | 2   | 2   | 6   | 8    | 7     |
| 3   | Spartak Moskwa      | 6     | 1  | 2   | 3   | 4   | 8    | 12    |
| 4   | Dynamo Kijów        | 6     | 1  | 0   | 5   | 2   | 5    | 11    |

### Grupa C
| RSC Anderlecht – Steaua Bukareszt 0:0 - 14.09 1994                                                                                       |
| Hajduk Split – SL Benfica 0:0 - 14.09 1994                                                                                               |
| SL Benfica – RSC Anderlecht 3:1 (2:0) - 28.09 1994 1:0 Caniggia 26, 2:0 Caniggia 41, 3:0 Tavares 72, 3:1 Paulo Madeira 86s               |
| Steaua Bukareszt – Hajduk Split 0:1 (0:0) - 28.09 1994 0:1 Asanović 88                                                                   |
| SL Benfica – Steaua Bukareszt 2:1 (1:0) - 19.10 1994 1:0 Caniggia 43k, 2:0 João V. Pinto 61, 2:1 Militaru 90                             |
| Hajduk Split – RSC Anderlecht 2:1 (1:0) - 19.10 1994 1:0 Pralija 34, 2:0 Butorović 86, 2:1 Weber 88                                      |
| Steaua Bukareszt – SL Benfica 1:1 (1:0) - 02.11 1994 1:0 Panduru 27, 1:1 Helder 64                                                       |
| RSC Anderlecht – Hajduk Split 0:0 - 02.11 1994                                                                                           |
| SL Benfica – Hajduk Split 2:1 (1:0) - 23.11 1994 1:0 Isaias 33, 1:1 Andrijasević 71, 2:1 João V. Pinto 77                                |
| Steaua Bukareszt – RSC Anderlecht 1:1 (0:1) - 23.11 1994 0:1 Bosman 42, 1:1 Dobos 52                                                     |
| RSC Anderlecht – SL Benfica 1:1 (0:0) - 07.12 1994 1:0 Rutjes 48, 1:1 Edilson 83                                                         |
| Hajduk Split – Steaua Bukareszt 1:4 (0:3) - 07.12 1994 0:1 A. Ilie 11, 0:2 Lacatus 23, 0:3 A. Ilie 32, 1:3 Andrijasević 48, 1:4 Gilca 90 |

| Poz | Klub             | Mecze | Zw | Rem | Por | Pkt | BrZd | BrStr |
| --- | ---------------- | ----- | -- | --- | --- | --- | ---- | ----- |
| 1   | SL Benfica       | 6     | 3  | 3   | 0   | 9   | 9    | 5     |
| 2   | Hajduk Split     | 6     | 2  | 2   | 2   | 6   | 5    | 7     |
| 3   | Steaua Bukareszt | 6     | 1  | 3   | 2   | 5   | 7    | 6     |
| 4   | RSC Anderlecht   | 6     | 0  | 4   | 2   | 4   | 4    | 7     |

### Grupa D
| AFC Ajax – A.C. Milan 2:0 (0:0) - 14.09 1994 1:0 R. de Boer, 2:0 Litmanen 67 |
| Austria Salzburg – AEK Ateny 0:0 - 14.09 1994 (mecz w Wiedniu) |
| AEK Ateny – AFC Ajax 1:2 (1:1) - 28.09 1994 1:0 Savevski 30, 1:1 Litmanen 33, 1:2 Kluivert 63 |
| A.C. Milan – Austria Salzburg 3:0 (1:0) - 28.09 1994 1:0 Stroppa 40, 2:0 Simone 59, 3:0 Simone 64 Milan został ukarany za skandaliczne zachowanie publiczności podczas meczu z Austrią, którego rezultatem była rana odniesiona przez bramkarza gości. Milanowi odjęto dwa punkty (bramki pozostały) oraz nakazano, by pozostałe mecze domowe klub rozgrywał w Trieście. |
| AEK Ateny – A.C. Milan 0:0 - 19.10 1994 |
| Austria Salzburg – AFC Ajax 0:0 - 19.10 1994 (mecz w Wiedniu) |
| AFC Ajax – Austria Salzburg 1:1 (0:0) - 02.11 1994 0:1 Kocian 63, 1:1 Litmanen 85 |
| A.C. Milan – AEK Ateny 2:1 (0:1) - 02.11 1994 0:1Savevski 16, 1:1 Panucci 68, 2:1 Panucci 74 (mecz w Trieście) |
| AEK Ateny – Austria Salzburg 1:3 (1:2) - 23.11 1994 0:1 Pfeifenberger 7, 0:2 Pfeifenberger 9, 1:2 Vlachos 29, 1:3 Hasenhüttl 76 |
| A.C. Milan – AFC Ajax 0:2 (0:1) - 23.11 1994 0:1 Litmanen 2, 0:2 Baresi 66s (mecz w Trieście) |
| AFC Ajax – AEK Ateny 2:0 (1:0) - 07.12 1994 1:0 Oulida 8, 2:0 Oulida 79 |
| Austria Salzburg – A.C. Milan 0:1 (0:1) - 07.12 1994 0:1 Massaro 26 (mecz w Wiedniu) |

| Poz | Klub             | Mecze | Zw | Rem | Por | Pkt | BrZd | BrStr |
| --- | ---------------- | ----- | -- | --- | --- | --- | ---- | ----- |
| 1   | AFC Ajax         | 6     | 4  | 2   | 0   | 10  | 9    | 2     |
| 2   | A.C. Milan       | 6     | 3  | 1   | 2   | 5   | 6    | 5     |
| 3   | Austria Salzburg | 6     | 1  | 3   | 2   | 5   | 4    | 6     |
| 4   | AEK Ateny        | 6     | 0  | 2   | 4   | 2   | 3    | 9     |

## 1/4 finału
| FC Barcelona – Paris Saint-Germain 1:1 i 1:2 1 01.03 1995 1:0 Korniejew 48, 1:1 Weah 54 2 15.03 1995 1:0 Bakero 49, 1:1 Rai 72, 1:2 Guerin 83 |
| Bayern Monachium – IFK Göteborg 0:0 i 2:2 1 01.03 1995 2 15.03 1995 0:1 Zickler 64, 0:2 Nerlinger 72, 1:2 Lilienberg 79, 2:2 Martinsson 90    |
| Hajduk Split – AFC Ajax 0:0 i 0:3 1 01.03 1995 2 15.03 1995 0:1 Kanu 39, 0:2 F. de Boer 44, 0:3 F. de Boer 67                                 |
| A.C. Milan – SL Benfica 2:0 i 0:0 1 01.03 1995 1:0 Simone 63, 2:0 Simone 75 2 15.03 1995                                                      |

## 1/2 finału
| Bayern Monachium – AFC Ajax 0:0 i 2:5 1 05.04 1995 2 19.04 1995 0:1 Litmanen 11, 1:1 Witeczek 36, 1:2 Finidi 41, 1:3 de Boer 45, 1:4 Litmanen 47, 2:4 Scholl 75, 2:5 R. Overmars 89 |
| Paris Saint-Germain – A.C. Milan 0:1 i 0:2 1 05.04 1995 0:1 Boban 89 2 19.04 1995 0:1 Savićević 21, 0:2 Savićević 68                                                                |

## Finał
| 24 maja 1995 Wiedeń Ernst-Happel-Stadion (49 730) AFC Ajax – A.C. Milan 1:0 (0:0) Sędzia: Ion Craciunescu (Rumunia) Bramki: 1:0 Patrick Kluivert 85 Żółte kartki: Danny Blind, Marc Overmars / – Amsterdamsche Football Club Ajax (trener Louis van Gaal): Edwin van der Sar – Michael Reiziger, Danny Blind (kapitan), Frank Rijkaard, Frank de Boer, Clarence Seedorf (54 Nwankwo Kanu), Edgar Davids, Finidi George, Ronald de Boer, Jari Litmanen (69 Patrick Kluivert), Marc Overmars Associazione Calcio Milan (trener Fabio Capello): Sebastiano Rossi – Christian Panucci, Franco Baresi (kapitan), Marcel Desailly, Paolo Maldini, Roberto Donadoni, Alessandro Costacurta, Demetrio Albertini, Zvonimir Boban (86 Gianluigi Lentini), Daniele Massaro (90 Stefano Eranio), Marco Simone |